# Antonio García-Trevijano
Antonio García-Trevijano Forte (Alhama de Granada, 18 de julio de 1927-Madrid, 28 de febrero de 2018) fue un jurista, abogado, notario, crítico de arte, escritor,  político y pensador español. Destacó por su activismo contra la dictadura franquista y desempeñó un papel clave durante la Transición española, al impulsar la creación de la Junta Democrática de España. Firme defensor de la ruptura con el franquismo, rechazó el sistema político instaurado en 1978, al que definió como partitocracia u oligarquía de partidos. Ha sido considerado por la University Press of America como «una figura prominente de la política española desde finales de los años sesenta y probablemente uno de los intelectuales más importantes del siglo XX en teoría política y estética».
En julio de 1974 promovió la constitución de la Junta Democrática de España, de la que fue coordinador ejecutivo y redactor de su manifiesto fundador. Posteriormente, organizó la fusión de dicha organización con la Plataforma de Convergencia Democrática, que dio lugar a Coordinación Democrática —conocida popularmente como «Platajunta»—, un frente único que agrupó a todas las fuerzas políticas de oposición al régimen franquista.
Como consecuencia de su actividad antifranquista, sufrió un atentado perpetrado por comandos ultraderechistas, dos intentos frustrados de asesinato y fue encarcelado en la prisión de Carabanchel. Tras imponerse en la Transición la opción de la reforma de la dictadura frente a la ruptura democrática que él defendía, abandonó la política activa.
Desde comienzos de la década de 1990 se hicieron frecuentes sus intervenciones en los medios de comunicación como analista y activista político. En ellas manifestó su rechazo al sistema de partidos existente en España –al cual denominó «oligarquía de partidos estatales», «Estado de partidos» o «partidocracia»–, así como a la Constitución de 1978, por considerarla norma fundadora del régimen político postfranquista. También expresó su oposición a la monarquía de Felipe VI, del mismo modo que se opuso a la de su padre, Juan Carlos I, al no aceptar que éste hubiera sido designado jefe del Estado por el dictador Francisco Franco.
En 2006 fundó el Movimiento de Ciudadanos hacia la República Constitucional (MCRC), asociación civil de la que fue presidente hasta su fallecimiento. García-Trevijano defendía el establecimiento en España de una república constitucional, caracterizada por la separación en origen de los poderes políticos —mediante elecciones independientes para el ejecutivo y el legislativo—, la representación política de los gobernados —a través de circunscripciones uninominales— y la independencia del poder judicial —garantizada por la elección del CGPJ por la propia judicatura, sin intromisión de los otros poderes—. Tal como expuso en su obra Teoría pura de la república, esta forma de Estado sería capaz de garantizar la democracia representativa.

## Orígenes y entorno familiar
Antonio García-Trevijano Forte fue el cuarto de los ocho hijos del matrimonio formado por Antonio García-Trevijano, registrador de la propiedad en la provincia de Granada, y Ángeles Forte. Aunque su familia procedía de Órgiva, García-Trevijano nació en Alhama de Granada, en la casa número 19 de la calle Enciso, debido a que su padre estuvo destinado como registrador durante una breve estancia en aquella plaza.
Su padre, a quien García-Trevijano definió como "un liberal antifranquista, republicano y más impresionado por la cultura anglosajona que por la germana", fue alumno de Fernando de los Ríos cuando éste era catedrático de Derecho político en la Universidad de Granada, y, durante la preparación de sus oposiciones a registrador de la propiedad, residió en el domicilio madrileño de Natalio Rivas, miembro del Partido Liberal y diputado por Órgiva.
Su abuelo paterno, José García Moreno (1857-1909), natural de Órgiva, de profesión abogado, aunque también se desempeñó durante un periodo como juez comarcal, fue jefe del Partido Liberal, diputado provincial y diputado a Cortes por el distrito electoral de Órgiva, gobernador civil de Málaga, Caballero cubierto ante el Rey, condecorado con la Gran Cruz de la Orden de Isabel la Católica y nombrado gobernador civil de Iloílo, una de las tres circunscripciones más importantes de Filipinas, aunque no tomó posesión debido a su fallecimiento por tuberculosis.
Su abuela paterna, María Teresa Trevijano Marra-López (n. 1866), natural de Málaga, era la hija menor de José Trevijano y Pascual del Povil, natural de Granada, teniente coronel y alcalde constitucional de Órgiva en 1876, y de Ana Marra-López, perteneciente a una familia de conserveros malagueños e ilustres militares liberales con destino en Madrid, que se refugiaron en Órgiva huyendo de las persecuciones absolutistas y antiliberales bajo el reinado de Fernando VII.
Por parte materna, su abuelo, procedente de Rágol (Almería), fue compositor musical.
La casa solariega de la familia García-Trevijano en Órgiva solía ser frecuentada por destacadas figuras de la política, el arte y la cultura. En ella se hospedaron a su paso por La Alpujarra políticos insignes del Partido Liberal, como Natalio Rivas (quien por sus habituales estancias disponía de su propio dormitorio), Segismundo Moret, Alberto Aguilera, Antonio Maura, Juan Montilla, Manuel García Prieto, Miguel Moya, Alejandro Groizard, Calos Cortezo, Pedro Rodríguez de la Borbolla, Basilio Paraíso, José López Domínguez, Lorenzo Moret y Remisa o Luis Mazzantini; y en una ocasión, durante un viaje real realizado en 1917, se albergó Alfonso XIII y la comitiva que lo acompañaba, entre quienes se encontraba el conde de Romanones, presidente del Gobierno. También pasaron por la casa de los García-Trevijano en la capital alpujarreña el escritor Manuel Bueno y los escultores Mariano Benlliure y Juan Cristóbal González.
En 1926 Manuel de Falla compuso una mazurca —música culta de salón, muy popular en aquel entonces en los pueblos de La Alpujarra— para la hija menor de José García Moreno y María Teresa Trevijano, Carmen García-Trevijano, a la sazón tía de Antonio García-Trevijano, y fue estrenada al piano en el hogar familiar por Federico García Lorca.

## Formación académica y trayectoria profesional
García-Trevijano realizó sus primeros estudios en el Instituto Padre Suárez, de Granada. De su padre heredó el gusto por la cultura anglosajona y la vocación por la ciencia jurídica, y en su biblioteca familiar leyó las obras de Ortega y Gasset siendo adolescente. Muy pronto se le despertó también el interés por el arte y la historia, en especial por el Renacimiento y la Revolución francesa, dos periodos sobre los que no dejaría de profundizar posteriormente en su obra. Fue bachiller con premio extraordinario en la Reválida y estudió Derecho en la Universidad de Granada, obteniendo 18 matrículas de honor.
A los 22 años fue designado profesor adjunto encargado de la cátedra de Derecho mercantil en la Universidad de Granada. Emilio Langle, titular de dicha cátedra, le pidió que aceptara dar las clases de esa materia y de Derecho natural, dado que ese año Langle se encontraba enfermo y el profesor auxiliar, Miguel Motos Guirao, estaba preparando las oposiciones en Madrid. De este modo, García-Trevijano se inició como profesor universitario. Durante esta etapa conoció a Antonio Fontán, catedrático de latín y antiguo preceptor del conde de Barcelona. A través de Fontán, García-Trevijano estableció relación con Rafael Calvo Serer, intelectual miembro del Opus Dei y partidario de la causa de Juan de Borbón, a quien Calvo Serer conoció personalmente en Suiza en 1943, cuando se trasladó a estudiar Filosofía a las Universidades de Basilea, Friburgo y Zúrich. Calvo Serer introduciría a García-Trevijano en el círculo de Don Juan en Estoril.
Según manifestó García-Trevijano en una entrevista radiofónica, Emilio Langle le insistió en que hiciera oposiciones para permanecer como profesor en la Universidad. Dado que la rama que más le atraía era la de Derecho mercantil, García-Trevijano se desplazó a Madrid para hablar con Joaquín Garrigues, la mayor autoridad de esta disciplina en España en aquel entonces. Tras mantener una conversación con él, Garrigues expresó a García-Trevijano que no tenía duda de que en el futuro sería catedrático, pero le confesó que había una lista de unos diez aspirantes antes que él, con lo que le recomendaba hacerse notario y prepararse para la cátedra más adelante. García-Trevijano contestó a Garrigues que seguiría su consejo de opositar a notarías, pero le expresó que nunca más pisaría la Universidad, ya que le pareció "demasiado cínico" que los candidatos "tuvieran preferencia por méritos de antigüedad y no por sabiduría o preparación".
Con 27 años de edad, García-Trevijano ganó las oposiciones a notario, siendo destinado al municipio turolense de Montalbán, donde permaneció tres años. Mientras ejercía en esa plaza, trabó amistad con Juan Carlos de Borbón, que se encontraba como cadete en la Academia Militar de Zaragoza, donde estudió entre 1955 y 1957. 
La relación entre García-Trevijano y Juan Carlos de Borbón se inició un día en que el entonces príncipe se encontraba en la puerta del Gran Hotel de Zaragoza acompañado de su tutor, el duque de la Torre, y vio cómo García-Trevijano aparcaba un Pegaso Z-102 descapotable, posiblemente el mejor coche deportivo que se haya fabricado en España. Juan Carlos se acercó a contemplar el vehículo y preguntó a García-Trevijano, que llevaba un sombrero de paja, si era mexicano, a lo que éste contestó que sí, pidiéndole acto seguido Juan Carlos si le permitía dar una vuelta con él en el coche. El notario accedió a ello e invitó a Juan Carlos a conducir el Pegaso, llegando a ponerlo a 200 kilómetros por hora. A partir de ese momento, mantuvieron una relación amistad y salieron ocasionalmente por la ciudad con jóvenes zaragozanas, pero sin hablar nunca de la situación política. Al parecer, el joven príncipe tardó tres meses en averiguar que su amigo mexicano Tono era en realidad Antonio García-Trevijano, "granadino, notario en Teruel y, además, republicano", como le desveló en tono jocoso su padre, en una de las visitas que el príncipe hizo a Villa Giralda, la residencia de Juan de Borbón en Estoril.
Más adelante, García-Trevijano pidió el traslado a Jarandilla de la Vera, en el valle del Tiétar, donde ejerció como notario otros tres años. Durante su estancia en esta plaza presenció la huelga campesina de 1959, siendo Licinio de la Fuente gobernador civil y jefe provincial del Movimiento Nacional en la provincia de Cáceres. La huelga comenzó, en palabras de García-Trevijano, porque "en aquella comarca se cultivaba, principalmente, algodón, tabaco y pimentón. La mentalidad de los propietarios era muy conservadora y en algunos casos había abusos flagrantes. Uno de ellos, que yo contribuí a resolver, motivó la huelga. ¿Que cómo terminó? Con una victoria total de los trabajadores".
En 1961 García-Trevijano solicitó la excedencia voluntaria del notariado, dedicándose desde entonces al ejercicio de la abogacía. Estableció su bufete en el madrileño Paseo de la Castellana, número 102, frente a los Nuevos Ministerios, el cual se convirtió en uno de los despachos de abogados más importantes de España y donde se celebrarían diversas reuniones clandestinas de la oposición antifranquista.

## Actividad política

### Dictadura franquista
García-Trevijano se entregó activamente a la lucha contra el franquismo y desempeñó un papel destacado en la oposición a la dictadura, especialmente en su fase final y durante la Transición española.

#### Colaboración y ruptura con Juan de Borbón
Según García-Trevijano, su padre fue el primer republicano de la familia y él mismo fue un republicano convencido desde muy temprano. No obstante, durante los años de la dictadura de Franco colaboró políticamente en las filas de la oposición antifranquista con Juan de Borbón, conde de Barcelona y heredero legítimo de la Corona española, que vivía exiliado en la población portuguesa de Estoril desde 1946. En su libro Crónica del antifranquismo (1983), Fernando Jáuregui y Pedro Vega señalan que García-Trevijano "era un personaje atípico: se proclamaba republicano pero luchaba por la solución legitimista encarnada por Don Juan de Borbón. Era un empresario, pero en su despacho se celebraron no pocas reuniones de Comisiones Obreras. Desde su feroz personalismo, iba a ser el motor del colectivo que dio en llamarse Junta Democrática de España".
Por su parte, el historiador Borja de Riquer, en su volumen dedicado a La dictadura de Franco (2010), cuando menciona a García-Trevijano como integrante de la Junta Democrática de España, lo define como "una personalidad independiente de la derecha monárquica". El periodista hispano-británico Tom Burns, en una entrevista que realizó a Luis Valls Taberner, miembro del Consejo Privado del conde de Barcelona, preguntó a éste acerca de las razones de "meter a un republicano en Estoril", refiriéndose a la colaboración de García-Trevijano con Don Juan, a lo que el citado Luis Valls contestó: "Parte de nuestra función era sumar gente, y García-Trevijano era un hombre a sumar. Tenía una clara inteligencia".
Rafael Calvo Serer, en su obra La dictadura de los franquistas (1973), se refería a la postura de García-Trevijano en los años iniciales de la década de 1960 con las siguientes palabras: "El abogado creía que Don Juan debía ser el futuro rey por cuanto que garantizaba una apertura democrática y sin él la causa de la libertad sería mucho más dificultosa en España". Añade Calvo Serer que García-Trevijano, a pesar de ser hombre de confianza de Don Juan, no recibió el nombramiento de consejero del rey "por no ser monárquico".
Víctor Salmador, periodista y ensayista especialista en la oposición antifranquista y la Transición, recogió en su libro Las dos Españas y el Rey (1981) la entrevista que realizó a Antonio García-Trevijano, en la que, según el autor, "está el sustratum de aquellos contactos con Don Juan". A la pregunta "¿Por qué ayudaste políticamente a Don Juan?", García-Trevijano contestó con las siguientes palabras textuales:

"Mi colaboración con Don Juan se inició en mayo de 1959. Me presenté a él en Estoril. Lo hice como republicano, convencido, sin embargo, de que la realidad de la situación española hacía inevitable la restauración de la monarquía. Desde esa fecha hasta la designación de Don Juan Carlos, mi objetivo era conseguir un entendimiento con el Ejército para restaurar la monarquía en la persona de Don Juan, como representante, éste, de la idea constitucional y liberal de de la monarquía.
Yo vi que el entendimiento era factible y compatible, a su vez, con la acción de las fuerzas políticas que entonces se hallaban en la oposición y la clandestinidad. En esa primera etapa, las organizaciones políticas eran embrionarias. Los partidos clandestinos no podían actuar con operatividad. De manera que lo eficaz era buscar la sustitución del dictador por un monarca constitucional, traído por el Ejército y la derecha liberal. A mí no me pareció nunca posible, en esta etapa al menos, la concreción de un golpe militar contra Franco; y veía claro que la única perspectiva viable era la restauración de la monarquía constitucional y democrática después de aquél.
El objetivo requería, a mi juicio, dos condiciones: que Franco no designara sucesor en vida y que Don Juan de Borbón estuviese presente en España en la misma hora de la muerte de Franco. El punto culminante de mi acción política, en el sentido de preparar esa operación, fue la entrevista que por iniciativa mía se celebró en mi casa entre Don Juan y el general Díez Alegría [jefe del Alto Estado Mayor]. Ocurrió en febrero de 1968, cuando vino Don Juan a Madrid para el bautizo de su nieto. La idea fundamental, aparte de esta otra operativa, que ya he dicho, consistía en que Don Juan, desde el poder, convocase a los españoles a un referendum para que se pronunciasen entre la monarquía constitucional y la república".

En julio de 1969 el general Franco nombró a Juan Carlos de Borbón su sucesor en la Jefatura del Estado "a título de rey", obviando los derechos dinásticos que poseía el padre de este. Franco envió una carta al conde de Barcelona para anunciarle la decisión y Juan Carlos hizo lo mismo, remitiéndole otra misiva en la que daba a conocer a su padre que había aceptado el nombramiento. Juan de Borbón telefoneó a García-Trevijano y le pidió que acudiese a Estoril para valorar la situación. Una vez allí, el conde de Barcelona encargó a García-Trevijano que redactara la respuesta que debía dar al dictador y a Juan Carlos. Acabada la redacción de las cartas de contestación, Don Juan leyó las mismas y, tras dar su aprobación, las firmó y las lacró, asegurándose de que salieran enseguida hacia Madrid. El texto dirigido a Juan Carlos decía: 

"(…) Ni estoy de acuerdo, ni daré mi acuerdo nunca, ni aceptaré jamás que tú puedas ser rey de España sin el consentimiento de la Monarquía, sin pasar a través de la dinastía".

Según Pilar Urbano, Juan de Borbón encargó a García-Trevijano que redactara las expresadas cartas, pero éstas no llegaron a ser enviadas.
García-Trevijano, José María de Areilza y Pedro Sáinz Rodríguez redactaron conjuntamente la declaración oficial de Don Juan ante la noticia del nombramiento de Juan Carlos como sucesor del dictador. En ella se denunciaba implícitamente la instauración de la monarquía por Franco, al considerar que, por este procedimiento, la monarquía quedaba irrevocablemente vinculada a la dictadura.
Cuando Juan de Borbón viajó a Madrid en 1968 para asistir al bautizo de su nieto Felipe se entrevistó, entre otros, con García-Trevijano. Este le dijo al pretendiente al trono que, cuando muriera Franco, le bastaría con presentarse en la capital española para que el ejército le proclamara rey. El propio García-Trevijano diría más tarde que había concertado una entrevista entre Don Juan y el general Díez-Alegría para tratar la cuestión de la sucesión.
García-Trevijano visitaba con frecuencia Estoril para entrevistarse con Juan de Borbón. Tras el atentado contra Carrero Blanco, García-Trevijano impulsó un plan para que, a la muerte de Franco, las fuerzas de la oposición antifranquista tomaran el poder mediante una movilización popular similar a la Revolución de los Claveles en Portugal. Su estrategia pasaba por que Juan de Borbón asumiera el liderazgo del movimiento, dejando abierta la posibilidad de restauración de la monarquía en su persona, tras la celebración de un referéndum para decidir la forma de Estado.
Para ello, García-Trevijano redactó junto a Don Juan unas declaraciones dirigidas al diario francés Le Monde, que suponían la ruptura con el régimen franquista y con su propio hijo, el entonces príncipe Juan Carlos, designado sucesor del dictador. Sin embargo, figuras monárquicas cercanas a Don Juan, como Pedro Sáinz Rodríguez y José María Pemán, le persuadieron de que esa maniobra implicaba una escisión dinástica, lo que lo llevó a desistir.
García-Trevijano rompió su colaboración política con Juan de Borbón cuando éste, después de haberse comprometido a ello, se negó a realizar las declaraciones al diario Le Monde previstas para el 24 de junio de 1974, coincidiendo con la fecha de su onomástica. Como consecuencia, García-Trevijano abandonó su apuesta monárquica, convirtió el contenido de las declaraciones a Le Monde en los Doce Puntos de la Junta Democrática -entre los que se incluía la celebración de un referéndum para que el pueblo español decidiera si quería la monarquía o la república como forma de Estado‑ y se desvinculó de la institución monárquica para llevar a cabo la ruptura democrática en España.

#### Apoyo al periódicoMadridcomo instrumento de oposición al franquismo
A partir de 1966, el diario Madrid fue uno de los pocos periódicos que mantuvo una línea editorial crítica hacia el régimen franquista, dentro de los estrechos márgenes que permitía la censura. 
Gracias a su relación con Rafael Calvo Serer -presidente del Consejo de Administración del rotativo- y Antonio Fontán -director del periódico-, García-Trevijano entró en contacto con el diario Madrid. En 1966, el vespertino necesitaba una inversión cuantiosa para garantizar su continuidad. Calvo Serer consideró que García-Trevijano, quien dirigía un exitoso bufete en Madrid y mantenía vínculos con personas adineradas, podría adquirir el periódico con el propósito de reorientar su línea editorial hacia posturas aperturistas. 
En un primer momento, el intento no prosperó, ya que los propietarios no accedieron a la venta. Sin embargo, Luis Valls Taberner, el máximo accionista, había accedido a que Calvo Serer fuera nombrado presidente del Consejo de Administración del rotativo, el cual, a su vez designó a García-Trevijano como abogado de la empresa editora.
A partir de entonces, la nueva línea del periódico hizo que los conflictos con el régimen fueran recurrentes. El propio ministro de Información y Turismo, Manuel Fraga, amenazó con «cerrar el periódico un día sí y otro no», si García-Trevijano se hacía con el control del mismo. Sin embargo, aunque Fraga llegó a suspender su publicación durante cuatro meses, fue Alfredo Sánchez Bella, entonces titular del ministerio de Información, quien decretó el 25 de noviembre de 1971 el cierre del diario.  
Según el testimonio de Sánchez Bella, fue el propio García-Trevijano quien provocó deliberadamente la suspensión del diario mediante la publicación de un artículo crítico, titulado Lucha por el poder en el diario «Madrid», con el fin de forzar su cierre por orden del Gobierno y así garantizar el derecho a una indemnización que evitara la quiebra del periódico, cuya situación económica era muy precaria.

#### La organización de la asamblea de Comisiones Obreras y la movilización de octubre de 1967
En septiembre de 1967, García-Trevijano coordinó la preparación de una asamblea general clandestina de Comisiones Obreras celebrada en Madrid, en unos locales en desuso de la antigua fábrica de medias Vilma, situada en la plaza de Castilla, donde actualmente se encuentran los Juzgados. García-Trevijano era abogado de la empresa J. Magro y Cía., S.A., la primera que, bajo la marca Vilma, fabricó medias de nailon en España. Al quebrar la empresa, los propietarios designaron como apoderado a García-Trevijano, el cual, a su vez, envió a su secretario, José Escobedo, a establecerse en la planta baja de la fábrica, con el fin de tenerla habitada y evitar posibles allanamientos.
Al disponer de este espacio, García-Trevijano pudo organizar en él, en la más estricta clandestinidad, la asamblea de Comisiones Obreras celebrada el 1 de octubre de 1967, a la que asistieron 204 líderes sindicales procedentes de toda España. En ella se acordó intensificar la movilización en la calle y una huelga general obrera para octubre en Madrid, Barcelona, Sevilla, Gijón, Bilbao y Pamplona, entre otras ciudades.
Los efectos de aquella asamblea se hicieron notar. Según informes del Ministerio de Trabajo, entre 1963 y 1967 hubo 155 conflictos sociolaborales en Madrid, de los que 75 tuvieron lugar en 1967. La huelga se llevó a cabo el 27 de octubre de 1967. En Madrid, donde tuvo mayor seguimiento –contó con la adhesión de más de 150.000 personas–, los obreros fueron convocados a un paro general durante la última media hora de trabajo y a marchar en columna desde la salida de sus empresas hacia Atocha, Cuatro Caminos y la Cruz de los Caídos (monumento existente en la confluencia de la calle de Alcalá con calle de los Hermanos García Noblejas), produciéndose una manifestación en estos puntos entre las siete y media de la tarde y las nueve de la noche.
El Tribunal de Orden Público abrió un proceso penal por la convocatoria de la huelga general, sentenciando con duras condenas a trece sindicalistas por "asociación ilícita" y "propaganda ilegal". La mayor pena recayó en Julián Ariza, joven delineante de Perkins Hispania y hombre de confianza de Marcelino Camacho, que fue condenado a ocho años de prisión (el fiscal llegó a pedir para él diez años, dos meses y un día). Como culminación a la respuesta represiva del Gobierno franquista, Comisiones Obreras, que nunca había sido oficialmente legal, fue declarada "organización ilícita y subversiva" en noviembre de ese mismo año por sentencia del Tribunal Supremo.
La jornada del 27 de octubre consagró a Comisiones Obreras como principal frente de batalla de los trabajadores antifranquistas y puso de relieve la capacidad de movilización del nuevo movimiento obrero. Al considerar los resultados de aquella jornada, el PCE declaró que había sido "la acción más extraordinaria del proletariado desde 1936".

#### Presentación de Servan-Schreiber: el día que dos mil gargantas gritaron «¡Libertad!»
El 8 de marzo de 1968, poco antes del estallido del Mayo francés, organizó la presentación en España del libro El desafío americano, del periodista y político francés Servan-Schreiber. García-Trevijano financió el viaje a España de Servan-Schreiber, entonces autor de moda gracias a la publicación del citado libro, el cual se convirtió en best-seller mundial. La conferencia de Servan-Schreiber se celebró en el salón de actos del Hotel Meliá de Madrid, sito en la calle de la Princesa, ante mil quinientas personas.
En la presidencia del concurrido acto se sentaron conocidos intelectuales demócratas, como Antonio Truyol, Ramón Tamames, Luis Ángel Rojo, José Antonio Maravall y Jesús Prados Arrarte, y con ellos el entonces presidente del diario Madrid, Antonio Fontán. Entre el público asistente se advertía una gran afluencia de estudiantes.  Tal como relató el propio García-Trevijano en su libro El discurso de la República (1994): 

"Yo había preparado el acto de Meliá de acuerdo con los cabecillas de la agitación universitaria. Todos de extrema izquierda. Las bases del acuerdo fueron simples. Yo les daría el micrófono a todas las facciones a cambio de que sólo hubiera una consigna: libertad política. [...] Fue la primera vez que se criticó en público a la dictadura y se oyó como si fuera una sola voz en dos mil gargantas: «¡LIBERTAD!»".

Sin que se produjeran incidentes ni detenidos, la conferencia-coloquio de Servan-Schreiber terminó convirtiéndose en una multitudinaria protesta contra la dictadura franquista y por la democracia. Como consecuencia de la organización de este acto, los medios conservadores, entre ellos Luis María Ansón, desde ABC, acusaron a García-Trevijano de pretender "traer conflictos a la Universidad". Por su parte, Ramón Chao escribió: "Fue la primera acción pública de Trevijano, y la ganó".

#### Participación en la independencia de Guinea Ecuatorial
Ese mismo año, García-Trevijano participó en el proceso de independencia de Guinea Ecuatorial. Esta antigua colonia española disponía de autonomía desde 1964 y se encontraba en pleno proceso de descolonización. Sin embargo, existía un agudo enfrentamiento dentro del régimen entre los partidarios del presidente del Gobierno, Carrero Blanco, partidario de retrasar la independencia y mantener los intereses económicos españoles, y los del ministro de Asuntos Exteriores Castiella, que veía en una independencia amistosa la forma de mejorar la imagen internacional de España y conseguir un nuevo voto en la Organización de las Naciones Unidas. 
Venciendo la resistencia de Carrero, finalmente se aprobó la celebración de una Conferencia Constitucional en Madrid entre octubre de 1967 y julio de 1968. En lugar de apoyar a los nacionalistas de Monalige, como prefería el Ministerio de Asuntos Exteriores, la presidencia prefirió apoyar a los más conservadores del Munge. Sin embargo, los designios de unos y otros se frustraron cuando un personaje hasta entonces poco relevante, Francisco Macías Nguema, con la asesoría de García-Trevijano, logró aglutinar al denominado Secretariado Conjunto o Grupo de los Veintitrés, formado por disidentes del resto de formaciones ajenas a la influencia del Régimen español, con lo que Macías se convirtió en el árbitro de la Conferencia.
En cuanto a las motivaciones que pudo tener García-Trevijano para implicarse en la independencia de la colonia africana, los historiadores Rosa Pardo y Florentino Portero han apuntado que García-Trevijano pretendía frustrar el proceso independentista para desacreditar al Gobierno. Por su parte, Francisco Ela Abeme, ha señalado que García-Trevijano "buscaba un azote del franquismo; alguien que dijera a Franco y a su régimen todo lo que García-Trevijano llevaba dentro pero que la dictadura no le dejaba expresar".
García-Trevijano redactó un proyecto de constitución, que fue desechado en favor del redactado por Miguel Herrero y Rodríguez de Miñón, hombre de Castiella, que actuaba como asesor de la Conferencia Constitucional. En palabras de Herrero de Miñón, "los técnicos, como se nos llamaba [...] a Condomines y a mí, conseguimos el 10 de mayo desacreditar plenamente el proyecto «de los veintitrés», con rotundidad que hirió profundamente a García-Trevijano, pero que apartó de su férula a la mayoría de los guineanos".
A pesar de la oposición de Macías, la nueva constitución, democrática, presidencialista y unitaria, fue aprobada en referéndum por los guineanos en agosto de 1968. Tras la independencia, Macías fue nombrado presidente tras triunfar en la segunda vuelta de las elecciones presidenciales frente a Bonifacio Ondó Edu (según García-Trevijano, habría aconsejado a los dirigentes del Munge que no presentaran candidato a la presidencia y apoyasen a Macías).
Las relaciones entre los gobiernos guineano y español se deterioraron rápidamente y desembocaron en una crisis que culminó el 5 de marzo de 1969 con la evacuación de la población española de la antigua colonia. Dos días antes, el ministro de Asuntos Exteriores y dirigente del Monalige, Atanasio Ndongo, trató de dar un golpe de Estado con apoyo español. Ndongo no consiguió su propósito y fue asesinado, al igual que otros conspiradores (también fue asesinado Bonifacio Ondó Edu, que estaba encarcelado). Las garantías constitucionales fueron suspendidas. En octubre, en el aniversario de la independencia, Macías condecoró como caballero de la Orden de la Independencia a García-Trevijano, el cual acudió a Guinea para recibir la distinción. García-Trevijano continuó colaborando con Macías, según su testimonio, como jurista en cuestiones técnicas de política económica y de política internacional.

#### Financiación de la editorial Ruedo Ibérico
A finales de 1969, García-Trevijano financió a fondo perdido la editorial antifranquista Ruedo Ibérico. El viernes 18 de diciembre de ese año se citó en París con el director de la editorial, el anarquista José Martínez Guerricabeitia, para ofrecerle invertir una cuantiosa suma de dinero en la casa editorial. Ruedo Ibérico se encontraba en una situación angustiosa desde 1968, debido a su expulsión del local que poseía en la rue Aubriot, a raíz de la remodelación del barrio de Marais, en el IV Distrito de París. Martínez Guerricabeitia y García-Trevijano escrituraron un precontrato y este último le entregó el dinero en metálico.
Según el historiador Albert Forment, lo que impulsó a García-Trevijano a financiar Ruedo Ibérico fue su intención de atacar a la Dictadura a partir del fortalecimiento de plataformas culturales de oposición política, entre las que la editorial parisiense ocupaba un lugar central. Esta idea surgió ante el acoso que el gobierno franquista estaba sometiendo al diario Madrid, del que García-Trevijano era abogado y apoderado. Las sanciones administrativas y suspensiones de publicación al diario se hicieron continuas desde que García-Trevijano entró en él en 1968, y el presidente de su consejo de administración, el catedrático Rafael Calvo Serer, se había visto obligado a exiliarse en París. La operación de financiación se llevó a cabo en el mayor de los secretos y Martínez Guerricabeitia únicamente comentó la verdadera personalidad del nuevo donante a Alfonso Colodrón y Marianne Brüll, dos de sus más estrechos colaboradores.
La inyección económica proporcionada por García-Trevijano supuso un importante espaldarazo para la continuidad de la editorial, que desde su nacimiento en 1961 padeció una constante agonía financiera, agravada ésta tras la crisis de 1968. En 1970, tras percibir los fondos ofrecidos por García-Trevijano, Ruedo Ibérico pudo instalar sus despachos, librería y almacén en un nuevo local situado en la rue de Latran, iniciándose una nueva etapa que se consolidaría un año después con su presencia en la Feria Internacional del Libro de Frankfurt, donde causó sensación –Ruedo Ibérico, inscrita como editorial española, colocó en su estand un gran póster ridiculizando al generalísimo Franco, el cual estaba a su vez entre dos editoriales del Régimen, la del Instituto de Estudios Políticos y la del Consejo Superior de Investigaciones Científicas, atrayendo poderosamente la atención de los periodistas y fotógrafos que cubrían el evento–.
En 1972 y 1973, Ruedo Ibérico publicaría, sin identificación editorial, dos libros del exiliado Calvo Serer: Franco frente al rey y La dictadura de los franquistas. El 14 de octubre de 1975, Ruedo Ibérico sufriría un atentado con bomba, ejecutado por un grupo terrorista de la extrema derecha española, que provocó graves destrozos en sus instalaciones.

#### Fundación de la Junta Democrática de España
A comienzos de 1973 la policía retiró el pasaporte a García-Trevijano con motivo de su participación en una reunión en Estrasburgo, en la que participaron varias personalidades políticas españolas de la oposición antifranquista. Esta medida afectó a otras figuras intelectuales y políticas implicadas en dicha reunión, como el catedrático Enrique Tierno Galván, el profesor Raúl Morodo, el economista José Ramón Lasuén y el abogado del Estado Fernando García Agudín.
Más adelante, en 1974, García-Trevijano preparó en París los encuentros entre Juan de Borbón y las distintas fuerzas políticas antifranquistas republicanas, en cuyos encuentros el conde de Barcelona manifestó: 

"No tengo ambiciones personales, pero estoy al servicio de España si se pudiese necesitar alguna vez mi labor de arbitraje. En cuanto a la posibilidad de que la monarquía tradicional se restaurase en España con referéndum, pienso que no hay ninguna monarquía en Europa que no esté refrendada por el pueblo. Yo creo que la monarquía, de llegar, llegaría sin referéndum, pero habría que hacerlo después".

En julio de 1974 García-Trevijano fundó, junto con otros intelectuales y dirigentes políticos, la Junta Democrática de España, que agrupaba a distintas fuerzas políticas, sindicales y sociales de oposición antifranquista. García-Trevijano redactó el manifiesto público de la organización y emprendió una ardua campaña política por la ruptura democrática, en virtud de la cual se fundaron un centenar de Juntas locales y sectoriales por multitud de poblaciones españolas. Como coordinador ejecutivo de la Junta Democrática de España, fue responsable de pronunciar el discurso de presentación de dicha coalición ante el Parlamento Europeo.

### Represión sufrida bajo el franquismo
Por su actividad opositora contra la dictadura franquista, García-Trevijano sufrió diversos procesamientos, encarcelamientos y multas. 
Su intervención en la Conferencia Constitucional de Guinea Ecuatorial le valió un procesamiento por alta traición en el Tribunal de Orden Público, en una causa instruida por Jaime Mariscal de Gante.
En mayo de 1975, el Gobierno civil de Alicante le impuso una multa de 100.000 pesetas por haber organizado, convocado y asistido a una serie de reuniones en el Club Sierra Nevada de Benidorm, "cuyo objeto y motivación atentan contra la unidad política y social de la nación", según manifestaron las autoridades franquistas. La sanción se aplicó en virtud de la Ley de Orden Público de 1959.
Además, sufrió cinco retiradas de pasaporte, dos importantes multas administrativas, tres detenciones policiales, un nuevo procesamiento ante el Tribunal de Orden Público —esta vez por un presunto delito contra la forma de Estado, en una causa instruida por el juez Rafael Gómez-Chaparro Aguado— y el encarcelamiento durante setenta y seis días en la prisión de Carabanchel como consecuencia de su acción política.

#### Atentado ultraderechista
Uno de los ataques más graves que sufrió García-Trevijano fue el atentado perpetrado por un comando ultraderechista el jueves 6 de noviembre de 1975. Los ultraderechistas, encapuchados y armados con pistolas, metralletas, cadenas y una maza de armas (bola metálica con púas que cuelga de una cadena), irrumpieron en el bufete de José Manuel Muñoz Salvadores, sito en la calle de Claudio Coello, número 50, cuarto piso, cuando un grupo de prestigiosos abogados de la oposición antifranquista integrado por Antonio García-Trevijano, Jaime Cortezo Velázquez-Duro, Eurico de la Peña, Eduardo Moreno, José Figueroa D'Oliveira y el propio Muñoz Salvadores celebraba una rueda de prensa para expresar su criterio sobre el momento político que vivía España —en aquellas fechas, el dictador Francisco Franco se encontraba gravemente enfermo y había gran expectación nacional e internacional por el futuro del país—.
El acto había sido convocado por el periodista Jesús Losada Ronsón, cronista del Palacio Presidencial de Venezuela y corresponsal en Madrid del diario venezolano La Nación, que acudió al bufete acompañado de Juan García Solís, redactor gráfico del citado diario venezolano. También telefonearon a Enrique Tierno Galván, Joaquín Ruiz-Giménez y al abogado y miembro influyente del Partido Comunista Antonio Rato y Rodríguez de Moldes para que se sumaran a la reunión, pero éstos excusaron su asistencia por tener trabajo.
Los terroristas profirieron frases como «se os van a acabar las ruedas de prensa con periodistas extranjeros» o «esto os lo hacemos porque sois unos cerdos antifranquistas», obligaron a los presentes a ponerse de cara a la pared con las manos en alto, los golpearon brutalmente y los rociaron con gases lacrimógenos, lanzando una bomba de humo al huir del lugar.
A consecuencia del ataque, el despacho quedó devastado y los presentes resultaron heridos. García-Trevijano sufrió la rotura de tres costillas y del omóplato, y hubo de ser ingresado en un hospital. En una entrevista realizada por el periodista Jesús Quintero en su programa Ratones coloraos, transmitida el 17 de junio de 2008, García-Trevijano recordó este episodio de la siguiente manera: 

"Era el momento en que Franco estaba agonizando. La noche anterior la BBC de Londres me hizo una entrevista en la que yo fui muy claro, como siempre procuro serlo. Al día siguiente fue el atentado. [...] A mí me fracturaron algunas partes pequeñas de la columna vertebral.

Una anécdota que debe conocerse, para que comprendan los que no vivieron esa época lo que era, es que cuando salía a rastras, porque no podía del dolor, paré en la calle al primer coche que pasaba, y era un Mercedes, bueno, de lujo. Le dije [al conductor], «¿me lleva usted al hospital próximo?», y me dice, "sí, sí, pase, cómo no. ¿Qué le ha pasado?». Dije, «un atentado». «¿De quién?». «De la Guardia Civil». Entonces [el conductor] dijo, «bájese inmediatamente». Frenó el coche y me echó. Tuve que coger un taxi para ir al hospital. Eso era el franquismo... Y era verdad: el atentado lo hizo la Guardia Civil de Majadahonda".

Dado que la celebración de la rueda de prensa fue decidida de forma clandestina y espontánea, sin preparación previa, los terroristas ultraderechistas solo pudieron enterarse de la misma a través de escuchas telefónicas. José Figueroa manifestó que le constaba tener el teléfono intervenido por la policía franquista desde la muerte de Carrero Blanco. Los servicios de inteligencia estadounidenses se hicieron eco en su documentación confidencial de la "extendida creencia" de que los terroristas de extrema derecha, "cada vez más descarados", tenían vínculos con elementos de la policía, e identificaron este atentado como "un ataque probablemente diseñado para provocar la reacción de la izquierda y contribuir así a un clima de miedo que trate de evitar el aperturismo en el régimen sucesor [de la dictadura]".
Al día siguiente, la Junta de Gobierno del Colegio de Abogados de Madrid hizo pública una nota condenando el atentado de que había sido objeto el grupo de abogados. A su vez, cerca de un centenar de abogados se reunieron motu proprio en la sala de togas del Tribunal Supremo con el fin de firmar un escrito dirigido a la Junta de Gobierno del Colegio, en el que denunciaban la "incalificable agresión sufrida por unos compañeros". Por su parte, el embajador de Venezuela en Madrid presentó una protesta oficial al Gobierno franquista.

#### Intentos frustrados de asesinato
El 15 de marzo de 1968, Antonio María Oriol, entonces ministro de Justicia, se presentó a medianoche en el domicilio de García-Trevijano, en la madrileña plaza de Cristo Rey, para advertirle del atentado en marcha planeado contra él por el Consejo de Ministros celebrado en El Pardo. Dicho Consejo estaba presidido por el general Franco como Jefe de Gobierno, en virtud de la Ley Orgánica del Estado aprobada el 14 de diciembre de 1966, aunque Oriol se negó a revelarle si fue el propio Franco quien había aprobado su asesinato.
Un año después, el 26 de septiembre de 1969, García-Trevijano fue avisado por Antonio Fontán, a la sazón director del periódico Madrid, de un nuevo plan para eliminarle físicamente. Fontán le manifestó que el ministro Faustino García-Moncó había acudido a la residencia del Opus Dei de la calle del Monte Esquinza, para advertirle de que el Consejo de Ministros había acordado el asesinato del abogado a la salida de una vista judicial que iba a realizarse en los Juzgados de Majadahonda.

### Transición española

#### Creación de laPlatajuntay encarcelamiento en la prisión de Carabanchel
El 26 de marzo de 1976, la Junta Democrática de España y la Plataforma de Convergencia Democrática se fusionaron en un organismo unitario, denominado Coordinación Democrática, popularmente conocido con el nombre de Platajunta. La creación de Coordinación Democrática supuso, por primera vez, la agrupación en un solo frente de todas las fuerzas políticas de la oposición antifranquista. Esta operación fue promovida, entre otros políticos y activistas antifranquistas, por García-Trevijano, que tuvo un papel destacado en las conversaciones conducentes a la creación de Coordinación Democrática y fue nombrado presidente de la misma.
Tres días después, el 29 de marzo, se anunció la convocatoria de una rueda de prensa para la presentación pública de Coordinación Democrática en el despacho de García-Trevijano, situado en los altos del Paseo de la Castellana –entonces denominado avenida del Generalísimo–. Aquella tarde, poco antes de las cinco –hora en que estaba convocada la presentación– Joaquín Ruíz-Jiménez recibió la noticia de que la policía iba a realizar una redada para impedir el acto, y telefoneó a García-Trevijano para ponerle sobre aviso. García-Trevijano, comunicó la noticia a los miembros de la Platajunta que ya se encontraban en su despacho, entre los que figuraban Marcelino Camacho (de Comisiones Obreras), Nazario Aguado (del Partido del Trabajo de España), Raúl Morodo (del Partido Socialista Popular), Javier Solana (del PSOE) y Javier Álvarez Dorronsoro (del Movimiento Comunista de España).
Al notar la presencia de la policía en la puerta del despacho, García-Trevijano pasó a una habitación contigua, desde donde pudo descolgarse por una ventana hasta llegar a la calle de Carbonero y Sol, con el objetivo de advertir de la intervención policial al resto de los convocados para que no accedieran al despacho, lo cual logró. Tras ello, García-Trevijano volvió al despacho con sus compañeros, siendo todos ellos detenidos y conducidos a las dependencias de la Dirección General de Seguridad (DGS), en la Puerta del Sol, lugar donde habitualmente eran enviados los detenidos por actividades políticas bajo la dictadura franquista. García-Trevijano pasó dos días incomunicado en los calabozos de la DGS, desde donde fue directamente trasladado a la prisión de Carabanchel.
La operación policial y el encarcelamiento de los miembros de Coordinación Democrática fue ordenado por el entonces vicepresidente del Gobierno para Asuntos del Interior y ministro de la Gobernación Manuel Fraga Iribarne. Los detenidos fueron acusados de "pertenecer a diversas organizaciones ilegales y haber venido realizando campañas destinadas al derrocamiento del Gobierno, propugnando la constitución de una entidad denominada Coordinación Democrática", un delito penado con 20 a 30 años de prisión.
El ingreso en la cárcel de figuras políticas tan destacadas se terminó convirtiendo en un escándalo para el Régimen.  Para evitar que ello derivara en un problema de orden público en el interior –el 4 de abril se produjo una oleada de protestas, en las que resultaron detenidos Juan Antonio Bardem, Ramón Tamames y Eugenio Triana, que ingresaron en prisión junto con otros ocho manifestantes– y de hostilidad diplomática en el exterior –la noticia de las detenciones saltó a los medios europeos en cuestión de horas y el presidente del Parlamento Europeo no tardó en enviar un telegrama de protesta al Gobierno español–, Antonio Pedrol, decano del Colegio de Abogados de Madrid, acudió a Carabanchel en representación del ministro Fraga para proponer un acuerdo a García-Trevijano. Tal como recoge Joaquín Navarro en su libro 25 años sin Constitución, dicho acuerdo consistía en que el ministro concedería la excarcelación a García-Trevijano si éste "se comprometía a darle patadas en las espinillas, como los demás, pero no en los cojones". García-Trevijano contestó a esta propuesta diciendo que Fraga era un "grosero", y añadió: "Yo no pacto con mis verdugos".
A la semana de estar preso, García-Trevijano recibió la visita de Joaquín Muñoz Peirats, exmiembro del Consejo Privado de Juan de Borbón, quien acudió a verlo a petición del rey Juan Carlos para transmitirle el pesar del monarca por no poder intervenir en un asunto que Manuel Fraga se atribuía como algo propio –no en vano, la prensa de la época recogía que el ministro Fraga calificaba con el posesivo "míos" a los detenidos de la Platajunta, y en el Consejo de Ministros celebrado el 2 de abril en los Reales Alcázares, cuando el ministro de Justicia Antonio Garrigues comentó que los detenidos habían ingresado en prisión sin haber comparecido ante un juez, Fraga respondió: "¡Son comunistas y, por consiguiente, no los suelto!"–.
El 25 de abril, cuando llevaba cerca de un mes en prisión, acudió a abrirle diligencias el juez Rafael Gómez-Chaparro Aguado, titular del Tribunal de Orden Público, quien poco después se haría célebre por conceder un permiso carcelario a Fernando Lerdo de Tejada, uno de los ultraderechistas implicados en la matanza de Atocha, el cual aprovechó dicho permiso para fugarse del país. Gómez-Chaparro se limitó a preguntar a García-Trevijano si era autor de un artículo de prensa, que le leyó, en el que figuraba el manifiesto constitutivo de Coordinación Democrática. El reo contestó afirmativamente, a lo que el juez repuso complaciente que en ese caso se consideraría autor de un delito contra la forma de gobierno. García-Trevijano negó este extremo rotundamente. La negativa encolerizó al juez, que le reprochó su incoherencia, pues en el artículo se proclamaba la aspiración a sustituir la monarquía por la república. Según Joaquín Navarro, García-Trevijano contestó al juez Gómez-Chaparro con las siguientes palabras: "Usted no sabe nada. Se trataría de un delito contra la forma de Estado". Esta respuesta aumentó la cólera del juez, que comenzó a amenazar a García-Trevijano con procesarle por desacato, pero éste le interrumpió diciendo: "¿Va usted a meterme en la cárcel?".
Los detenidos en la redada del 29 de marzo fueron excarcelados paulatinamente. Los socialistas Javier Solana y Raúl Morodo fueron liberados a las pocas horas de ser detenidos. Los tres dirigentes comunistas, Camacho, Aguado y Álvarez Dorronsoro, fueron puestos en libertad provisional el 25 de mayo. García-Trevijano permaneció en prisión hasta el 12 de junio, un total de setenta y seis días, y se le exigió una fianza de medio millón de pesetas, lo que le convirtió en "el preso político más caro del Régimen", tal como publicó Blanco y Negro. Su excarcelación se produjo apenas dos semanas antes de que Fraga dejara de ser ministro por la caída del gobierno de Carlos Arias.
Según expresó García-Trevijano a Gabriel Albiac, su encarcelamiento fue ordenado por Manuel Fraga, pero se prolongó por influencia del líder del PSOE Felipe González. Albiac recogió el testimonio de García-Trevijano con las palabras textuales siguientes:

"Tan pronto como entré en la cárcel, reaccionaron los comisarios europeos en Bruselas y decidieron amenazar con que, si no me ponían en libertad, rompían los contactos con España. Antes de ejecutar ese acuerdo, Willy Brandt y Helmut Schmidt consultaron con Felipe González, y éste les respondió que yo estaba de acuerdo con que no se hiciera nada por mí. Así que Fraga me metió en la cárcel, pero fue González quien se las apañó para mantenerme en ella".

Estos detalles fueron puestos en conocimiento de García-Trevijano a través del profesor José Vidal Beneyto, a la sazón responsable de política exterior de Coordinación Democrática, el cual fue informado de ello por el entonces comisario europeo de Cooperación Internacional y Desarrollo Claude Cheysson –la Comisión Europea, en especial el citado Cheysson y el comisario Altiero Spinelli, había ejercido desde que se conocieron las detenciones del 29 de marzo una continua presión diplomática sobre el gobierno de Carlos Arias para pedir la libertad de los miembros de Coordinación Democrática que fueron encarcelados–.
El acuerdo entre Manuel Fraga y Felipe González para mantener a García-Trevijano en prisión se habría producido el 30 de abril de 1976 –víspera del Primero de Mayo, día temido por las autoridades gubernativas en aquel entonces dado el previsible aumento de la movilización popular–. En esa fecha se celebró una cena entre el ministro y el secretario general del PSOE en el chalé de Miguel Boyer, futuro ministro de Economía y Hacienda, y su esposa Elena Arnedo –ambos militantes del PSOE–, situado en El Viso y propiedad de la familia Arnedo. También estuvieron presentes en ese encuentro el socialista Luis Gómez Llorente y dos acompañantes de Fraga, Carlos Argos –su jefe de gabinete y más adelante miembro fundador de Alianza Popular– y José Manuel Otero –su director de Política Interior y posterior ministro de la Presidencia en el gobierno de Adolfo Suárez–.
El acercamiento de Fraga a Felipe González obedecía a que el ministro buscaba el fortalecimiento del PSOE para debilitar al PCE, dentro de su plan para crear un sistema político postdictatorial de corte canovista, en el que la alternancia del poder se diera entre una formación conservadora y otra socialdemócrata –de ahí la permisividad de Fraga hacia el PSOE y, sobre todo, hacia su secretario general, a quien el gobierno de Carlos Arias no puso impedimentos para protagonizar varios mítines y viajar al extranjero a fin de consolidar sus apoyos internacionales–.
Por su parte, la animadversión de Felipe González hacia García-Trevijano fue confirmada por el sindicalista Marcelino Camacho, miembro de Coordinación Democrática, quien diría que González "no ha tragado" a García-Trevijano "ni en pintura". Asimismo, Bernardo Rabassa, secretario general del Partido Liberal de Enrique Larroque, integrante de Coordinación Democrática, señalaba en sus memorias políticas que García-Trevijano "fue especialmente atacado en 1976 por Felipe González, que no le quería entre la multitud de partidos que nacieron a la muerte de Franco".
En una conversación que tuvieron años atrás en el restaurante Savoy de Zaragoza, el príncipe Juan Carlos preguntó a García-Trevijano qué era lo que debía hacer cuando fuera rey, a lo que el entonces notario, entre bromas y veras, contestó: "Pues, lo primero, me vas a tener que meter a mí en la cárcel". Paradójicamente, el encarcelamiento de García-Trevijano se produjo durante el primer gobierno del reinado de Juan Carlos.
Durante sus meses de reclusión en Carabanchel, García-Trevijano se dedicó a escribir un ensayo que publicaría un año después bajo el título La alternativa democrática (1977). En él describía el programa político de Coordinación Democrática y la estrategia de la "ruptura democrática", y alertaba de los resultados a los que conduciría la aceptación de la vía reformista por parte de los líderes de la oposición antifranquista.

#### Actuación tras su excarcelación, difamación y ostracismo político
El 11 de julio de 1976 encabezó, con varios dirigentes de la oposición antifranquista, una manifestación política a la que se sumaron unas 20.000 personas, que recorrió las calles de Las Palmas bajo el lema "Amnistía, Libertad, Unidad".
En octubre de 1976 anunció una conferencia en Segovia bajo el título "El oportunismo social en el proceso constituyente". El acto fue prohibido por el Gobierno, no pudiendo pronunciarse dicha conferencia.
Posteriormente fue acusado por elementos del grupo político opositor ecuatoguineano, Alianza Nacional para la Restauración Democrática (ANRD), de dar soporte jurídico a los crímenes cometidos por el régimen de Francisco Macías y de haberse lucrado ilícitamente en ese país africano. Aunque la denuncia no adjuntaba documentación que permitiera su verificación, varios medios de comunicación se hicieron eco de ella. 
Según un artículo publicado en 2000 por Severo Moto, líder de la oposición a la dictadura guineana y enemigo número uno del presidente Macías, el "inverosímil dossier" de la ANRD, que habría ayudado a elaborar el secretario de dicha organización, Esteban Nsue, "en revancha por la negativa [de García-Trevijano] a preparar un golpe de Estado contra Macías", estaba "plagado de datos falsos y falsificados". De acuerdo con lo expresado por Moto, el PSOE utilizó el repetido "dossier" para desprestigiar a García-Trevijano, con el fin de apartarlo de la escena política y eliminar así la opción de la ruptura democrática.
En un cable confidencial enviado desde la embajada estadounidense en España a la Secretaría de Estado de los Estados Unidos, con fecha 20 de diciembre de 1976, filtrado por Wikileaks en 2013, los oficiales estadounidenses atribuían al PSOE la "muy beneficiosa destrucción de García-Trevijano como figura política creíble".
Con el objeto de defender la ruptura democrática, en 1977 fundó la revista Reporter, en la que publicó más de cincuenta artículos dedicados enteramente a esta cuestión. También en ese año dio a la imprenta La alternativa democrática, un ensayo que redactó durante su estancia en prisión, en el que defendía la estrategia de la ruptura pacífica con la dictadura franquista, frente a la reforma emprendida por sus dirigentes y apoyada por los partidos políticos clandestinos.
Tras el triunfo de la opción reformista frente a la rupturista que defendía, García-Trevijano se retiró de la actividad política y se dedicó a la abogacía, si bien publicó esporádicamente algunos artículos en la prensa, en los que se mantuvo firme en su rechazo a la monarquía de Juan Carlos I y a la aceptación de esta por los partidos de oposición a la dictadura, así como en su denuncia de que al pueblo español no se le hubiera dado la posibilidad de elegir la república como forma de Estado.

### Décadas de 1990 y 2000

#### Fundación de la AEPI y acusación de Vilallonga
El 13 de agosto de 1994, García-Trevijano, junto con un grupo de periodistas y escritores, entre los que figuraban Francisco Umbral, Camilo José Cela, Antonio Gala, José Luis Balbín, José María García y Raúl del Pozo, entre otros, fundó la Asociación de Escritores y Periodistas Independientes (AEPI). Esta asociación se presentó con el objetivo de unir a los periodistas y escritores "que desempeñan un papel importante en la lucha contra la corrupción y los abusos del poder político". Luis María Ansón, miembro de la AEPI, declaró en una entrevista realizada años después que el propósito de la asociación era impedir la reelección de Felipe González, ya que "bloqueaba algo vital en una democracia: la alternancia". Dado que las críticas periodísticas sobre González no habían dado resultado en las elecciones de 1993, no dudaron en exponer "las irregularidades [y] la corrupción" del Gobierno para lograrlo, llegando a "elevar la crítica hasta extremos que a veces afectaron al propio Estado", pues, según afirmaba, "si González llega a ganar las elecciones del 96, con la bonanza económica no hubiera habido quien lo echase del poder hasta 2004. No salimos de 40 años de Franco para entrar en 30 de González".
El día 22 de ese mismo mes, José Luis de Vilallonga publicó un artículo en La Vanguardia que levantó gran revuelo. Basándose en unas informaciones que, según el aristócrata, le habían hecho llegar dos espías, acusó a García-Trevijano de estar organizando una "confabulación que pretende desestabilizar al Gobierno [de Felipe González], provocar la abdicación del rey y proclamar una república", de la cual sería nombrado presidente. Según Vilallonga, los aliados de García-Trevijano en esta supuesta trama eran el director del diario El Mundo, Pedro J. Ramírez, y el famoso banquero Mario Conde. Tal como expresaba Vilallonga, "la operación se llevaría a cabo por etapas. Primero, se desestabilizaría al Gobierno atacando sin tregua a Felipe González en sus horas más bajas. [...] Paralelamente se haría una fuerte campaña en favor de Aznar [...]. Con cuidada sincronía se irían filtrando pequeñas y breves noticias en detrimento de la figura del Rey, para acabar publicando un dossier que comprometería gravemente al Monarca en algún escándalo irreparable. Todos los periodistas sabemos lo fácilmente que se monta un falso dossier en el cual se involucra a la persona que se pretende destrozar. Según los estrategas de la operación, el Rey, harto de tanta basura, acabaría por abdicar en su hijo don Felipe, el cual, dada su juventud y su inexperiencia política, sería más fácil de manejar, facilitando sin oponer resistencia el paso de la monarquía a una república".
La acusación de Vilallonga fue inmediatamente contestada por García-Trevijano, que la calificó de "mentira injuriosa", añadiendo: 

"Lo extraño de esta «catilinaria de verano» es que periódicos serios, como La Vanguardia que la publica y El País que se hace eco, no la hayan dado a cinco columnas en primera. Si piensan que es verdad, ése era su único tratamiento. Y si saben, como es el caso, que es mentira, no podían acogerla en sus páginas. Pero tengo demasiada experiencia para no saber lo que saben esos periódicos. Es decir, que se trata de un trabajo de encargo para meter miedo entre los miembros fundadores de la AEPI. Una asociación de escritores y periodistas independientes (entre los que me encuentro, junto a prestigiosas firmas de la literatura, el ensayo y el periodismo), que ha sido constituida hace unos días precisamente para defender la libertad de expresión y el disentimiento, contra el consenso totalitario que tratan de imponer a la opinión pública tanto los medios estatales de comunicación, controlados por el Gobierno, como los medios privados del oligopolio editorial".

Por su parte, Pedro J. Ramírez escribió en su periódico que el artículo de Vilallonga era "disparatado" y Mario Conde, en el curso de una entrevista realizada años después, comentó sobre este asunto: "Yo creo que José Luis de Vilallonga ha dicho pocas cosas que no fueran estupideces a lo largo de su vida (...), sobre todo cuando hablaba de la Corona. Yo no he participado, ni creo que participe mientras viva, en ningún tipo de conspiración contra el rey [Juan Carlos I], entre otras cosas por razones de afecto".
Presentación de El discurso de la República
El 20 de octubre de 1994 García-Trevijano presentó públicamente su libro El discurso de la República. La presentación tuvo lugar en el paraninfo de la Universidad Complutense de Madrid ante más de seiscientas personas (ABC informó de que los estudiantes reunidos excedían el millar), entre las que se contaban el histórico sindicalista Marcelino Camacho y los periodistas Antonio Herrero, José Luis Balbín, Pedro J. Ramírez y Luis María Ansón, que presentó el acto. 
García-Trevijano pronunció un discurso en el que afirmó que "en España no existe ni libertad política ni democracia" y que la monarquía "encubre una oligocracia política en la que es imposible controlar a los gobernantes".
La presentación terminó convirtiéndose en un acto político republicano, generándose una gran excitación entre buena parte del público asistente, que intentó salir del auditorio formando una manifestación en pro de la República.

#### Las escuchas del CESID
El 12 de junio de 1995, el diario El Mundo publicó en portada la noticia de que los servicios de inteligencia del CESID llevaban más de una década espiando y grabando las conversaciones telefónicas de políticos, empresarios y periodistas. A raíz de esta noticia, el fiscal general del Estado abrió una investigación judicial, que originaría el denominado caso de los papeles del CESID.
En el curso de la investigación se descubrió que Antonio García-Trevijano figuraba en el listado de los espiados por el CESID, entre los que también se encontraban el rey Juan Carlos I, el vocal del CGPJ Pablo Castellano, el presidente del Real Madrid Ramón Mendoza, el empresario José María Ruiz Mateos, el director de ABC Luis María Ansón, el director de El Mundo Pedro J. Ramírez, el ministro de Asuntos Exteriores Francisco Fernández Ordóñez, el ministro de Interior José Barrionuevo y el parlamentario del PSOE Enrique Múgica. Las escuchas realizadas se centraban en temas relacionados con operaciones empresariales, políticas, judiciales, periodísticas e internacionales.
Durante la celebración del juicio por este caso, que tuvo lugar en 1999, García-Trevijano fue llamado al mismo como testigo, declarando ante el tribunal:

"Nunca he tenido teléfono móvil, siempre fijo. He hablado con amigos que lo tenían, pero desde mi teléfono fijo. Cuando me llaman desde un móvil, mi secretaria tiene la orden de decir que me llamen por un fijo. Tenía la certeza y evidencias de que mi teléfono había sido intervenido durante años. (...) [No lo denuncié] porque no tengo ninguna confianza en el sistema de garantías para el ciudadano que existe en este país."

La sentencia dictada por el juez que instruyó el caso (posteriormente anulada por el Tribunal Constitucional) ordenaba que todos los afectados por las escuchas ilegales fueran indemnizados con un millón de pesetas, a excepción de García-Trevijano, que, a pesar de que constaba en los documentos intervenidos como individuo espiado, y habiendo declarado que tenía la certeza de que su teléfono había sido pinchado, fue excluido de recibir dicha cantidad por entender el tribunal que no quedaba claro "que el teléfono interceptado hubiera sido realmente el de Antonio García-Trevijano Forte", ya que el espiado podría haber sido un hijo del abogado, muy popular en los medios de comunicación por su trayectoria en el deporte de la hípica.

#### Caso Sogecable
En la biografía autorizada de Baltasar Garzón, Garzón, el hombre que veía amanecer, escrita por Pilar Urbano y publicada en 2000, el exjuez señaló a García-Trevijano como el cerebro de la supuesta trama que originó el llamado caso Sogecable a comienzos de 1997. Garzón manifestó que, en una reunión que tuvo lugar en la sede del diario ABC, en la que estaban presentes el propio Garzón, el abogado Antonio García-Trevijano, el magistrado Joaquín Navarro, el profesor Jesús Neira y el director del citado periódico Luis María Anson, este último comentó que tenía un informe encargado por un secretario de Estado, en el que se relataban una serie de irregularidades contables de la empresa audiovisual Sogecable, perteneciente al Grupo Prisa y propietaria del canal de televisión de pago Canal Plus. 
Según expresó el exjuez a Pilar Urbano, Anson entregó una copia del referido informe a García-Trevijano, cuya información serviría como base para preparar las querellas que el periodista Jaime Campmany y el profesor de Derecho financiero Francisco Javier Sáinz Moreno presentaron contra Jesús de Polanco y los directivos de su grupo empresarial por presuntos delitos de estafa, falsedad y apropiación indebida, en relación con las fianzas depositadas por los abonados de Canal Plus, las cuales ascendían a 23.000 millones de pesetas (138.232.784 euros). El exjuez acusaba también a García-Trevijano de estar preparando, junto con el mencionado juez Navarro, una "conspiración de salón" para derrocar a Juan Carlos I y proclamar una república en España.
El juez de la Audiencia Nacional Javier Gómez de Liaño asumió la investigación de las querellas interpuestas contra el Grupo Prisa. En ellas se denunciaba que la empresa Sogecable habría "utilizado indebidamente los depósitos de garantía de los abonados cuando, por disposición legal, deberían haber permanecido en cuenta aparte". El juez Gómez de Liaño procesó a Jesús de Polanco, a Juan Luis Cebrián y a todo el consejo de administración de Sogecable por un presunto delito de apropiación indebida. Según Baltasar Garzón, García-Trevijano colaboró con Gómez de Liaño en la instrucción del caso. Esta acusación fue contestada por García-Trevijano en un artículo de prensa con las siguientes palabras: "Ni una sola vez hablé con Javier sobre el sumario de Sogecable, ni él me consultó o informó sobre ese asunto. Que me mandara un fax o un borrador del auto de prisión de Polanco pertenece ya a lo esperpéntico".
A finales de 1997, García-Trevijano, los jueces Javier Gómez de Liaño y Joaquín Navarro y los fiscales Ignacio Gordillo y María Dolores Márquez de Prado fueron citados por el Tribunal Supremo para declarar como imputados por la comisión de un presunto delito de "conspiración para delinquir". El testimonio de Baltasar Garzón fue clave para la apertura de este proceso, el cual fue calificado por García-Trevijano de "payasada" y "farsa". Según expresó ante los micrófonos de una emisora de radio, el proceso abierto por el Supremo solo obedecía a razones políticas:

"Yo no he cedido nunca en denunciar la falsedad del Régimen actual, la falsedad de la monarquía; yo no he aceptado jamás que tengamos un rey designado por Franco (...). No acato la monarquía, no acato a este rey, no acato la Constitución; digo lo que siento, y si quieren meterme en los tribunales, que me metan, me da igual".

La causa contra García-Trevijano y el resto de imputados terminó siendo archivada, por entender el juez instructor de la misma, Joaquín Delgado Martín, que "no se ha probado la existencia de una trama contra Sogecable". Añadía el instructor que las declaraciones prestadas por Baltasar Garzón "no pueden servir como indicios mínimamente suficientes relativos a la existencia de la tan mentada confabulación: no permiten [...] fundamentar un escrito de acusación que hiciera posible la continuación del procedimiento". Paradójicamente, cuando el juez instructor informó a Garzón de que los encausados habían solicitado el archivo de la causa, Garzón manifestó que nada tenía que decir al respecto, "al no haber realizado él nunca ninguna acusación contra ninguno de ellos". García-Trevijano, al conocer el archivo de la causa, declaró a Europa Press su intención de querellarse contra Garzón "por la calumnia y por los posibles delitos que ha cometido contra la independencia del juez".
En 1998, al año de cumplirse el procesamiento de Jesús de Polanco por el caso Sogecable, el presidente del Grupo Prisa denunció al juez Gómez de Liaño por prevaricación en la instrucción del caso, siendo éste juzgado por el Tribunal Supremo. El juez se declaró "absolutamente inocente" ante los cargos que se le imputaban, sosteniendo que "mi actuación en el caso Sogecable fue tan legal como legítima. Volvería a hacer lo mismo". A pesar de ello, fue condenado a quince años de inhabilitación, lo que equivalía a su salida de la carrera judicial. La sentencia firmada por los jueces Gregorio García Ancos, Enrique Bacigalupo Zapater y José Martínez Pereda –este último se mostró discrepante con el fallo, quedando en minoría– establecía que Gómez de Liaño "abusó" de su posición de juez, "burló" decisiones de la Audiencia Nacional y "conculcó" distintos procesos legales de manera "consciente, llamativa, manifiesta y hasta grosera", añadiendo que los fiscales Ignacio Gordillo y Eduardo Fungairiño habrían mentido para protegerle.
El magistrado recurrió la sentencia ante el Tribunal Constitucional, pero su recurso fue rechazado por el alto tribunal en diciembre de 2003. Willy Meyer, entonces portavoz de Izquierda Unida en el Congreso de los Diputados, consideró la sentencia como una venganza, afirmando que “Liaño paga así su coraje por haber sido implacable contra los GAL" –Gómez de Liaño se hizo especialmente molesto para el gobierno de Felipe González por instruir diversos sumarios relacionados con el terrorismo de Estado perpetrado por los GAL, en especial el caso Lasa y Zabala, por el que se investigó el asesinato en el cuartel de la Guardia Civil de Intxaurrondo y posterior entierro en cal viva de dos jóvenes vascos, y que concluyó con la condena y el encarcelamiento del general de la Guardia Civil Enrique Rodríguez Galindo y del gobernador civil de Guipúzcoa Julen Elgorriaga, entre otros–.
Una década más tarde, en julio de 2008, el Tribunal Europeo de Derechos Humanos dictaminó que Gómez de Liaño "no tuvo un juicio independiente e imparcial" cuando fue condenado por prevaricación por una Sala del Supremo, y condenó al Estado español a abonar 5.000 euros al demandante en concepto de daños morales. Los jueces de la Corte de Estrasburgo condenaron al Reino de España por unanimidad al considerar que violó el artículo 6.1 del Convenio Europeo de Derechos Humanos, que establece el derecho a ser juzgado por un tribunal independiente e imparcial. Gómez de Liaño se declaró "resarcido desde el punto de vista humano y como jurista" con el fallo de Estrasburgo, aunque incidió en que fue muy doloroso "que se me pudiera hacer lo que se me hizo". El juez no volvió a retomar la carrera judicial, dedicándose al ejercicio de la abogacía.

#### Últimos años
Durante sus últimos años, García-Trevijano participó regularmente en debates y coloquios, tanto en congresos académicos como en programas de televisión y radio sobre cuestiones políticas y de actualidad, destacando sus apariciones en el programa La Clave, presentado por José Luis Balbín. Desde finales de 2011 vino interviniendo regularmente en un programa radiofónico emitido por Internet (Radio Libertad Constituyente) y fue fundador y presidente del Movimiento Ciudadano hacia la República Constitucional (MCRC). Esta actividad pública en los medios de comunicación la siguió combinando con el ejercicio de su profesión como abogado.
A finales de febrero de 2018, Antonio García-Trevijano ingresó en el Hospital Clínico de Madrid por una colecistitis. El 28 de febrero de 2018, tras experimentar complicaciones con la implantación de un catéter, falleció de un fallo cardiaco, a los 90 años de edad. Su incineración y exequias tuvieron lugar en el cementerio de la Almudena de Madrid, el viernes 2 de marzo de 2018, donde se reunieron sus discípulos, familiares y amigos en un acto de homenaje.  Tras conocerse la noticia de su fallecimiento, el Ayuntamiento de Alhama de Granada, localidad natal de Antonio García-Trevijano, decretó luto oficial, suspendiéndose los actos públicos organizados por el Consistorio y ondeando a media asta y con crespones negros las banderas de todos los edificios municipales.

## Pensamiento político
Según expresó en varias ocasiones, García-Trevijano no se consideraba a sí mismo republicano, sino «repúblico», palabra que rescató del olvido y difundió a través de su obra y sus intervenciones públicas: 

"Yo no soy republicano, porque republicano es el que acepta pasivamente la república, es decir, un partidario de la república. Yo soy repúblico, que es muy diferente. Un repúblico es un estadista de la república, una persona versada en asuntos públicos, que pertenece a ese «tercio laocrático» existente en toda sociedad, concepto que proviene de la Grecia clásica, pues laos significa «pueblo» en griego antiguo, pero a diferencia de demos, se refiere a la parte del pueblo que contribuye activamente a cambiar la naturaleza de la política".

## Vida privada
Antonio García-Trevijano residió en Madrid desde comienzos de la década de 1960. Tuvo su residencia en la plaza de Cristo Rey, en el barrio de Argüelles, cerca de la Ciudad Universitaria y la calle de la Princesa. A finales de los años setenta se trasladó a Somosaguas, donde vivió hasta su fallecimiento. 
Estuvo casado con Francine Chouraki Levent, exmodelo francesa de Balenciaga, hasta el fallecimiento de esta el 25 de noviembre de 2016. Fruto de ese matrimonio nacieron dos hijos varones,  uno de los cuales es el jinete olímpico Juan Diego García-Trevijano (nacido el 30 de marzo de 1965). 
Entre sus siete hermanos se encuentra la profesora de Filosofía y traductora Carmen García-Trevijano, el capitán de navío José García-Trevijano, el capitán de corbeta Juan Enrique García-Trevijano y el traumatólogo José Luis García-Trevijano. Era cuñado del catedrático de Lógica y Filosofía Manuel Garrido Jiménez.

## En la cultura popular
En el capítulo 126, titulado Póquer, repóquer... y órdago, de la popular teleserie española Cuéntame cómo pasó, Antonio García-Trevijano aparece mencionado en distintas ocasiones. El capítulo está ambientado en el verano de 1974, cuando se produjo la presentación de la Junta Democrática de España en París, a la que Toni, uno de los protagonistas de la teleserie, acude junto con otros jóvenes antifranquistas. García-Trevijano es presentado como uno de los líderes más destacados de la oposición a la dictadura franquista y artífice de la citada Junta Democrática.
El 1 de marzo de 2025 se estrenó, con el respaldo del MCRC, la obra de teatro Patología de la Transición, del repúblico hidalgo don Antonio García-Trevijano, del dramaturgo Alberto Gálvez. La pieza tiene como protagonista a García-Trevijano, y en ella se aborda su pensamiento político y su papel en la Transición. La primera representación, celebrada en el Teatro Elías Ahuja de Madrid, tuvo una muy buena acogida por parte del público.
Sus ideas tuvieron un importante resurgir desde la década de 2000, gracias a la difusión de las mismas por las redes sociales. Asimismo, obtuvo un reconocimiento póstumo por parte de varias personalidades y académicos.

## Distinciones honoríficas
El 1 de julio de 2017 Antonio García-Trevijano fue nombrado Hijo Predilecto de Alhama de Granada. Recibió la distinción y medalla de oro de manos del alcalde del municipio granadino, Jesús Ubiña, en un acto celebrado en el Patio del Carmen del Consistorio alhameño.

## Obras
García-Trevijano fue autor de varios libros sobre arte y filosofía política, entre los que destaca su obra Teoría pura de la república. Escribió también dos estudios sobre arte inéditos, titulados Donatello, escultor de la infancia y Necesidad de un retorno a la belleza. Redactó varias monografías de Derecho privado y dos proyectos de constitución non natos, uno para Guinea Ecuatorial y otro para Camboya. Destacó también como columnista, publicando numerosos artículos sobre política, historia y arte en los principales periódicos españoles ―El País, El Mundo, La Razón, ABC, El Independiente, Ahora― y en la revista Reporter. Desde comienzos de la década de 2000 escribía periódicamente en su blog, titulado La República Constitucional. Fue fundador y director del periódico en línea Diario español de la República Constitucional.

### Libros
Libros publicados por Antonio García-Trevijano antes de su reedición por Editorial MCRC:
- La alternativa democrática. Madrid: Plaza & Janés. 1977. ISBN 84-01-80547-3.
- Toda la verdad. Mi intervención en Guinea. Madrid: Ediciones Dronte. 1977. ISBN 84-366-0090-8.
- El discurso de la República. Madrid: Temas de Hoy. 1994. ISBN 84-7880-445-5.

- Frente a la gran mentira. Madrid: Espasa Calpe. 1996. ISBN 84-239-7741-2. (Traducido al inglés como A Pure Theory of Democracy)
- Prólogo a Navarro Estevan, Joaquín (1998). Palacio de injusticia. Madrid: Temas de Hoy. ISBN 84-7880-907-4.
- Pasiones de servidumbre. Madrid: Foca. 2001. ISBN 84-95440-07-5.
- Donatello modela la infancia: escultura inédita. El Viso. 2003. ISBN 84-95241-30-7.[205]
- Prólogo a García Viñó, Manuel (2006). El País. La cultura como negocio. Navarra: Txalaparta Argitaletxea. ISBN 84-8136-456-8.
- Ateísmo estético. Arte del siglo XX: de la modernidad al modernismo. México, D. F.: Landucci. 2008. ISBN 968-5893-51-9.
- Teoría pura de la república. Madrid: El Buey Mudo. 2010. ISBN 978-84-9380-405-3. (Traducido al inglés como A Pure Theory of the Republic)
- Libertad Constituyente. Madrid: MCRC y Tictac ediciones. 2011. ISBN 978-84-8136-460-6.

- Prólogo a Torrox, Javier (2014). La sencillez de las cosas. La razón de la República constitucional. Madrid: El viejo Topo. ISBN 978-84-16-28822-9.
- Prólogo a Peña Molina, Marcos (2017). El Estado de Partidos. Un acontecimiento histórico de un hecho presente. Tribuna de Letras. ISBN 978-8494399251.

Libros publicados por Editorial MCRC:
- Hecho Nacional y Conciencia de España. Editorial MCRC. 2016. ISBN 978-84-945458-4-9. (Publicado originalmente como parte de El Discurso de la República)
- La Servidumbre Voluntaria. Editorial MCRC. 2016. ISBN 978-84-945458-6-3. (Publicado originalmente como parte de El Discurso de la República)
- Teoría Pura de la Democracia. Editorial MCRC. 2016. ISBN 978-84-945458-5-6. (Publicado originalmente como Fente a la Gran Mentira)
- Pasiones de Servidumbre. Editorial MCRC. 2016. ISBN 978-84-945458-3-2.
- El Sentido de la Revolución Francesa. Editorial MCRC. 2016. ISBN 978-84-945458-1-8. (Publicado originalmente como el primer capítulo de Teoría Pura de la República con el nombre de Actualidad de la Revolución Francesa)
- El Factor Republicano. Editorial MCRC. 2016. ISBN 978-84-945458-0-1. (Publicado originalmente como el segundo capítulo de Teoría Pura de la República)
- Teoría Pura de la República Constitucional. Editorial MCRC. 2016. ISBN 978-84-945458-2-5. (Publicado originalmente como el tercer capítulo de Teoría Pura de la República)
- Tres Prólogos. Editorial MCRC. 2024. ISBN 978-84-945458-8-7. (Que reúne los prólogos de García-Trevijano a Manuel García-Viñó, Esteban Navarro y Javier Torrox)